# Dr. Dre Presents the Aftermath
Dr. Dre Presents the Aftermath è una raccolta realizzata dall'artista hip hop statunitense Dr. Dre, pubblicata nel 1996 dalla Aftermath e dalla Interscope.

## Descrizione
| Recensione           | Giudizio |
| -------------------- | -------- |
| AllMusic             | [ 1 ]    |
| Entertainment Weekly | B+       |

È il primo album di Dr. Dre dopo aver lasciato la Death Row per fondare la propria etichetta Aftermath Entertainment. Il disco ha un grande successo commerciale e la RIAA lo certifica disco di platino, tuttavia è accolto da recensioni miste da parte della critica e non finisce nelle liste dei migliori album dell'anno. Presenta le collaborazioni di Scarface e del gruppo Group Therapy (formato da RBX, KRS-One, B-Real e Nas) nel singolo East Coast/West Coast Killas.
Dr. Dre abbandona la Death Row e il gangsta rap preferendo fondare una nuova label basata su una nuova scuderia di artisti completamente sconosciuti o quasi e ampliando il proprio raggio d'azione ai campi della musica R&B e al soul. Nessuno dei nuovi singoli artisti impressiona, tuttavia l'album non è un fallimento, riuscendo a dimostrare il potenziale musicale del producer di Compton.

## Tracce
1. Aftermath (The Intro) (RC & Sid McCoy) – 2:51 – Dr. Dre, Mel-Man
2. East Coast/West Coast Killas (Group Therapy featuring Dr. Dre & Scarface) – 4:54 – Dr. Dre, Stu-B-Doo, Stocks McGuire
3. Shittin' on the World (D-Ruff, Hands-On & Mel-Man) – 4:58 – Dr. Dre, Mel-Man
4. Blunt Time (RBX featuring Roger Troutman & Dr. Dre) – 4:22 – Dr. Dre, Stu-B-Doo
5. Been There, Done That (Dr. Dre) – 5:10 – Bud'da, Dr. Dre
6. Choices (Kim Summerson) – 4:45 – Ewart A. Wilson, Jr., Floyd Howard, Glen Mosley
7. As the World Keeps Turning (Cassandra McCowan, Mike Lynn, Flossy P & Stu-B-Doo) – 4:43 – Flossy P, Chris "The Glove" Taylor
8. Got Me Open (Hands-On featuring Dr. Dre) – 4:19 – Bud'da
9. Str-8 Gone (King T) – 4:33 – Bud'da
10. Please (Maurice Wilcher & Nicole Johnson) – 4:22 – Maurice Wilcher
11. Do 4 Love (Jheryl Lockhart) – 3:23 – Bud'da
12. Sexy Dance (Cassandra McCowan, Jheryl Lockhart & RC) – 4:55 – Bud'da, Dr. Dre
13. No Second Chance (Who'z Who) – 4:49 – Rodney Duke, Rose Griffin
14. L.A.W. (Lyrical Assault Weapon) (Sharief) – 4:24 – Stu-B-Doo
15. Nationowl (Nowl) – 4:06 – Bud'da
16. Fame (Jheryl Lockhart, King T & RC) – 4:30 – Dr. Dre, Chris "The Glove" Taylor

## Classifiche

### Classifiche settimanali
| Classifica (1996)         | Posizione massima |
| ------------------------- | ----------------- |
| Stati Uniti               | 6                 |
| US Top R&B/Hip-Hop Albums | 3                 |

| Classifica (1997)         | Posizione massima |
| ------------------------- | ----------------- |
| Stati Uniti               | 152               |
| US Top R&B/Hip-Hop Albums | 71                |